# On My Block
Freeridge
On My Block (traduction : « Dans mon quartier ») ou Dans mon secteur (au Québec) est une série télévisée de comédie dramatique initiatique américaine créée par Lauren Iungerich, Eddie Gonzalez et Jeremy Haft, et diffusée entre le 16 mars 2018 et le 4 octobre 2021 sur Netflix.
En 2021, un spin off nommé Freeridge est commandé par Netflix.

## Synopsis
Cette série de 4 saisons suit le quotidien de quatre adolescents et amis de longue date dans une banlieue de Los Angeles, dont la vie est chamboulée par l'entrée de l'un d'entre eux dans un gang. Ils vont alors tout faire pour le dissuader de travailler pour cette organisation criminelle mais la tâche s'annonce moins facile quand le grand frère de celui-ci en est le chef.

## Distribution

### Acteurs principaux
- Sierra Capri (VF : Emmylou Homs) : Monse Finnie
- Jason Genao (VF : Thomas Sagols) : Ruben Martinez dit Ruby
- Brett Gray (en) (VF : Alexandre Nguyen) : Jamal Turner
- Diego Tinoco (VF : Arnaud Laurent) : Cesar Diaz
- Jessica Marie Garcia (VF : Magali Rosenzweig) : Jasmine Flores (saisons 2 à 4 - récurrente saison 1)
- Julio Macias (VF : Guildin Tissier) : Oscar Diaz dit Sinistre (VO : spooky)  (saisons 3 et 4- récurrent saisons 1 et 2)
- Peggy Blow (VF : Brigitte Virtudes) : Marisol Martinez dite Abuelita (saison 4, récurrente saisons 1 à 3)

### Anciens acteurs principaux
- Ronni Hawk (en) (VF : Cindy Lemineur) : Olivia (saison 1)

### Acteurs récurrents
- Paula Garcés (VF : Marie Chevalot) : Geny Martinez
- Eme Ikwuakor (VF : Martial Le Minoux) : Dwayne Turner
- Raushanah Simmons (VF : Marie Zidi) : Fran Turner (saison 4, invitée saison 1 à 3)
- Reggie Austin (en) (VF : Franck Sportis) : Monty Finnie
- Emilio Rivera (VF : Tony Joudrier) : Chivo (saisons 1, 2 et 4 - invité saison 3)
- Jahking Guillory (VF : Tony Marot) : Latrelle (saison 1 - invité saisons 2 et 4)
- Lisa Marcos (VF : Céline Melloul) : Julia Whitman / Selena Finnie (saisons 1 et 2)
- Rob Murat (VF : Frédéric Popovic) : Coach Ron (saisons 2 et 4 - invité saison 1)
- Danny Ramirez (VF : Nessym Guetat) : Mario Martinez (saison 2 - invité saison 1)
- Steve Louis Villegas (VF : Maxime Hoareau) : Side Eye
- Nico Evers-Swindwell (VF : Jérémy Bardeau) : Bryan (saison 4, invité saisons 2 et 3)
- Shoshana Bush (VF :  Caroline Pascal) : Amber (saison 2)
- Troy Leigh-Anne Johnson (VF : Aurélie Konaté) : Kendra (saison 3, invitée saison 4)
- Gilberto Ortiz (VF : Cédric Lemaire) : Cuete (saison 3, invité saison 4)
- Ian Casselberry (VF : Fabrice Lelyon) : Ray (saison 3)
- Ada Luz Pla (VF : Charlotte Corréa) : Cuchillos (saison 3)
- Andrea Cortés (VF : Laëtitia Lefebvre) : Isabel (saison 4, invitée saison 3)

- Version française
  - Société de doublage : Lylo
  - Direction artistique : Isabelle Bertolini (saisons 1 & 2) / Alan Aubert-Carlin (saisons 3 & 4)
  - Adaptation des dialogues : Jennifer Dufrene / Louise Fudym

 Source et légende : version française (VF) sur RS Doublage

## Production
Le 13 avril 2018, la série est renouvelée pour une deuxième saison. En octobre, Jessica Marie Garcia a été promue à la distribution principale.
Le 29 avril 2019, la série est renouvelée pour une troisième saison le 11 mars 2020.
Le 29 janvier 2021, la série est renouvelée pour une quatrième et dernière saison.

## Épisodes

### Première saison (2018)
1. Chapitre un (Chapter One)
2. Chapitre deux (Chapter Two)
3. Chapitre trois (Chapter Three)
4. Chapitre quatre (Chapter Four)
5. Chapitre cinq (Chapter Five)
6. Chapitre six (Chapter Six)
7. Chapitre sept (Chapter Seven)
8. Chapitre huit (Chapter Eight)
9. Chapitre neuf (Chapter Nine)
10. Chapitre dix (Chapter Ten)

### Deuxième saison (2019)
Cette saison a été mise en ligne le 29 mars 2019.
1. Chapitre onze (Chapter Eleven)
2. Chapitre douze (Chapter Twelve)
3. Chapitre treize (Chapter Thirteen)
4. Chapitre quatorze (Chapter Fourteen)
5. Chapitre quinze (Chapter Fifteen)
6. Chapitre seize (Chapter Sixteen)
7. Chapitre dix-sept (Chapter Seventeen)
8. Chapitre dix-huit (Chapter Eighteen)
9. Chapitre dix-neuf (Chapter Nineteen)
10. Chapitre vingt (Chapter Twenty)

### Troisième saison (2020)
Elle est mise en ligne le 11 mars 2020.
1. Chapitre vingt et un (Chapter Twenty one)
2. Chapitre vingt-deux (Chapter Twenty two)
3. Chapitre vingt-trois (Chapter Twenty three)
4. Chapitre vingt-quatre (Chapter Twenty four)
5. Chapitre vingt-cinq (Chapter Twenty five)
6. Chapitre vingt-six (Chapter Twenty six)
7. Chapitre vingt-sept (Chapter Twenty seven)
8. Chapitre vingt-huit (Chapter Twenty eight)

### Quatrième saison (2021)
La dernière saison a été mise en ligne le 4 octobre 2021.
1. Chapitre vingt-neuf (Chapter Twenty nine)
2. Chapitre trente (Chapter Thirty)
3. Chapitre trente et un (Chapter Thirty One)
4. Chapitre trente-deux (Chapter Thirty two)
5. Chapitre trente-trois (Chapter Thirty three)
6. Chapitre trente-quatre (Chapter Thirty four)
7. Chapitre trente-cinq (Chapter Thirty five)
8. Chapitre trente-six (Chapter Thirty six)
9. Chapitre trente-sept (Chapter Thirty seven)
10. Le Dernier Chapitre (The Last Chapter)

## Réception critique
| Saison | Saison | Critique               | Critique             |
| Saison | Saison | Rotten Tomatoes        | Metacritic           |
| ------ | ------ | ---------------------- | -------------------- |
|        | 1      | 7,83/10 (22 critiques) | 69/100 (5 critiques) |
|        | 2      | 7,9/10 (9 critiques)   |                      |
|        | 3      |                        |                      |
|        | 4      |                        |                      |